# Tatur Hills
Die Tatur Hills (polnisch Wzgórza Tatura) sind zwischen 50 und 60 m hohe Hügel auf King George Island im Archipel der Südlichen Shetlandinseln. Sie ragen im Gebiet des Turret Point auf der Ostseite der Einfahrt zur King George Bay auf.
Polnische Wissenschaftler benannten sie nach Andrzej Edward Tatur (* 1944) von der Universität Warschau, Direktor der Abteilung für antarktische Biologie.